# Brigitte Fossey
Brigitte Florence Fossey (ur. 15 czerwca 1946 w Tourcoing) – francuska aktorka.

## Życiorys
O jej karierze aktorskiej zadecydowało ogłoszenie, gdzie filmowiec poszukiwał dziewczynki w wieku od dziewięciu do dwunastu lat. Wtedy ciotka namówiła jej matkę, by zabrała 7–letnią Brigitte Fossey na casting. Reżyser René Clément zdecydował obsadzić ją w roli Paulette w dramacie Zakazane zabawy (Jeux interdits, 1952) i odniosła sukces. Po maturze, zdobyła licencjat z filozofii i ukończyła szkołę tłumaczeń ustnych w Genewie, uczyła się też w nowojorskim Actors Studio.
W 1966 zadebiutowała na scenie w przedstawieniu Lato. Grała potem w spektaklach: Mackbett Eugène’a Ionesco (1972), Żużel Davida Hare’a (1972), Świętoszek Moliera (1972), Burżuazyjne szaleństwa Rogera Planchona (1974), Teatry A. A. Arthura Adamova (1975), Don Juan Moliera (1980) i Wróć, Jimmy Deanie (1986).
Na paryskich ekranach cieszył się powodzeniem i sukcesem artystycznym melodramat Wilki Meaulnes (Le grand Meaulnes, 1967) na podstawie powieści Mój przyjaciel Meaulnes Alaina-Fourniera, gdzie zagrała postać dziewczyny snów tytułowego bohatera, Yvonne de Galais. Od 18 grudnia 1972 do 15 lutego 1973 wystąpiła jako Dominique Vernet w serialu kostiumowym ORTF Panie na Mogadorze (Les Gens de Mogador). Użyczyła głosu Kay Adams (w oryginale Diane Keaton) we francuskiej wersji językowej filmu Francisa Forda Coppoli Ojciec chrzestny (The Godfather, 1972), Daisy Buchanan (Mia Farrow) w melodramacie Jacka Claytona Wielki Gatsby (The Great Gatsby, 1974) i Mildred „Millie” Lammoreaux (Shelley Duvall) w dramacie psychologicznym Roberta Altmana Trzy kobiety (3 Women, 1977). Za postać Dominique Deschamps w komedii wojennej Claude’a Leloucha Dobrzy i źli (Le Bon et les Méchants, 1976) zdobyła nominację do Cezara dla najlepszej aktorki w roli drugoplanowej. Kreacja Juliette, której matka popełniła samobójstwo w dramacie Benoîta Jacquota Dzieci z ogłoszenia (Les Enfants du Placard, 1977) była nominowana do Cezara dla najlepszej aktorki. W dramacie Claude’a Sauteta Zły syn (Un mauvais fils, 1980) z Patrickiem Dewaere stworzyła sugestywną postać Catherine Segal zdolnej do poświęcenia, ale ceniącej niezależność.

## Filmografia
- 1952: Zakazane zabawy (Jeux interdits) jako Paulette
- 1953: La corda d’acciaio jako Marcella
- 1957: Szczęśliwa droga (The Happy Road) jako Janine Duval
- 1968: Żegnaj przyjacielu (Adieu l’ami) jako Dominique „Waterloo” Austerlitz
- 1971: Raphael lub rozpustny (Raphaël ou le Débauché) jako Bernardine
- 1973: L’Ironie du sort jako Ursula
- 1974: Amerykańska dziewczyna (La Fille d’Amérique ) jako Béatrice
- 1974: Jaja (Les Valseuses) jako młoda matka w pociągu
- 1976: Calmos jako Suzanne Dufour
- 1976: Dobrzy i źli (Le Bon et les Méchants) jako Dominique Blanchot
- 1977: Mężczyzna, który kochał kobiety (L’Homme qui aimait les femmes) jako Geneviève Bigey
- 1977: Dzieci z ogłoszenia (Les Enfants du Placard) jako Juliette
- 1977: Błękitny kraj (Le pays bleu) jako Louise Morand
- 1978: Szklana cela (Die gläserne Zelle) jako Lisa Braun
- 1979: Mais ou et donc Ornicar jako Anne
- 1979: Kwintet (Quintet) jako Vivia
- 1980: Prywatka (La boum) jako Françoise Beretton
- 1981: Chanel Samotność nr 5 (Chanel Solitaire) jako Adrienne
- 1982: Imperatyw jako Yvonne
- 1982: Prywatka 2 (La boum 2) jako Françoise Beretton
- 1983: Enigma jako Karen Reinhardt
- 1988: Kino Paradiso (Nuovo Cinema Paradiso) jako Elena Mendola (dorosła)
- 2016: Józefinka (Joséphine, ange gardien, serial) jako Gabrielle Chamant
- 2018: Miłość w Wiedniu (Coup de foudre sur un air de Noël, TV) jako Monique
- 2018: Morderstwo w Valenciennes (Les Disparus de Valenciennes, TV) jako Christiane Tortois